# Gashanga (periodiskt vattendrag i Burundi, Bururi)
Gashanga är ett periodiskt vattendrag i Burundi.   Det ligger i provinsen Bururi, i den centrala delen av landet, 80 kilometer sydost om huvudstaden Bujumbura.
I omgivningarna runt Gashanga växer huvudsakligen savannskog. Runt Gashanga är det ganska tätbefolkat, med 124 invånare per kvadratkilometer.